# Cosmopolitan (cocktail)

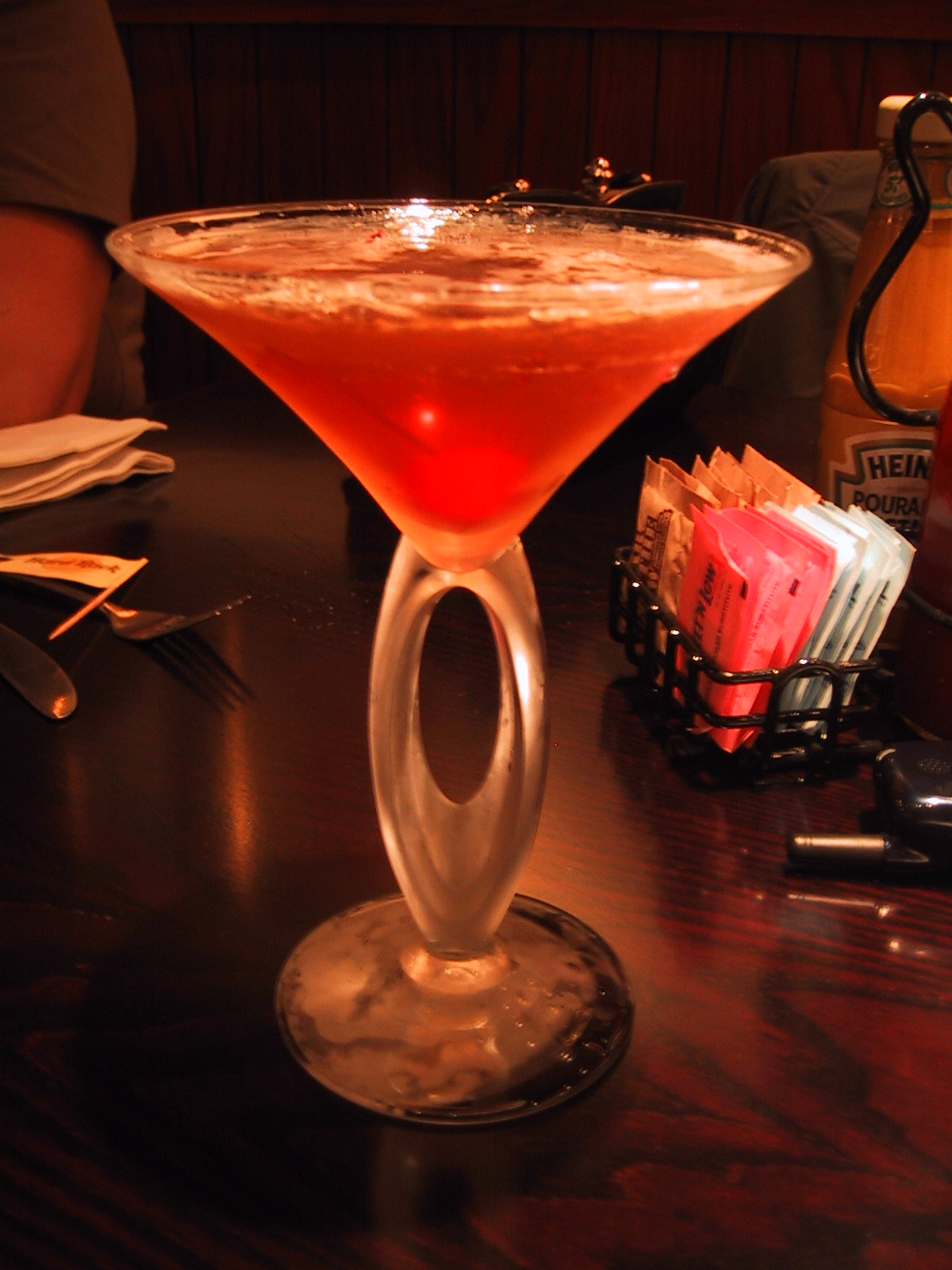
Een cosmopolitan

De Cosmopolitan is een cocktail met wodka, cranberrysap, limoensap en een triple sec, bijvoorbeeld Cointreau.
De herkomst van de Cosmopolitan is onduidelijk. Mogelijk werd de cocktail al in de jaren dertig geschonken, om in de jaren zeventig te worden herontdekt. In de jaren negentig werd de Cosmopolitan bekend bij het grote publiek, met name als favoriete drankje van het personage Carrie Bradshaw in de serie Sex and the City.

## Bereiding
Ingrediënten voor één cocktail:
- 45ml citroenvodka
- 15ml triple sec
- 30ml cranberrysap
- 10ml limoensap
- sinaasappelschil

Bereiding:
- Voeg de dranken toe aan een shakebeker met ijs en schud enkele seconden
- Schenk alles uit in een gekoeld martiniglas en gebruik een strainer om het ijs tegen te houden
- Voeg als garnering de sinaasappelschil toe

## Variaties
Er zijn variaties op de Cosmopolitan:
- Er kan voor gekozen worden de cocktail te roeren in plaats van te shaken.
- In de Cosmocello wordt het limoensap vervangen door Limoncello.
- In de Blue Cosmopolitan wordt de Triple Sec vervangen door Blue Curaçao en wordt wit cranberrysap (uit de vroege oogst) gebruikt.